# Euphthiracarus meghalayensis
Euphthiracarus meghalayensis är en kvalsterart som beskrevs av Pranabes Sanyal 1988. Euphthiracarus meghalayensis ingår i släktet Euphthiracarus och familjen Euphthiracaridae. Inga underarter finns listade i Catalogue of Life.